# Uhrturm von Pristina

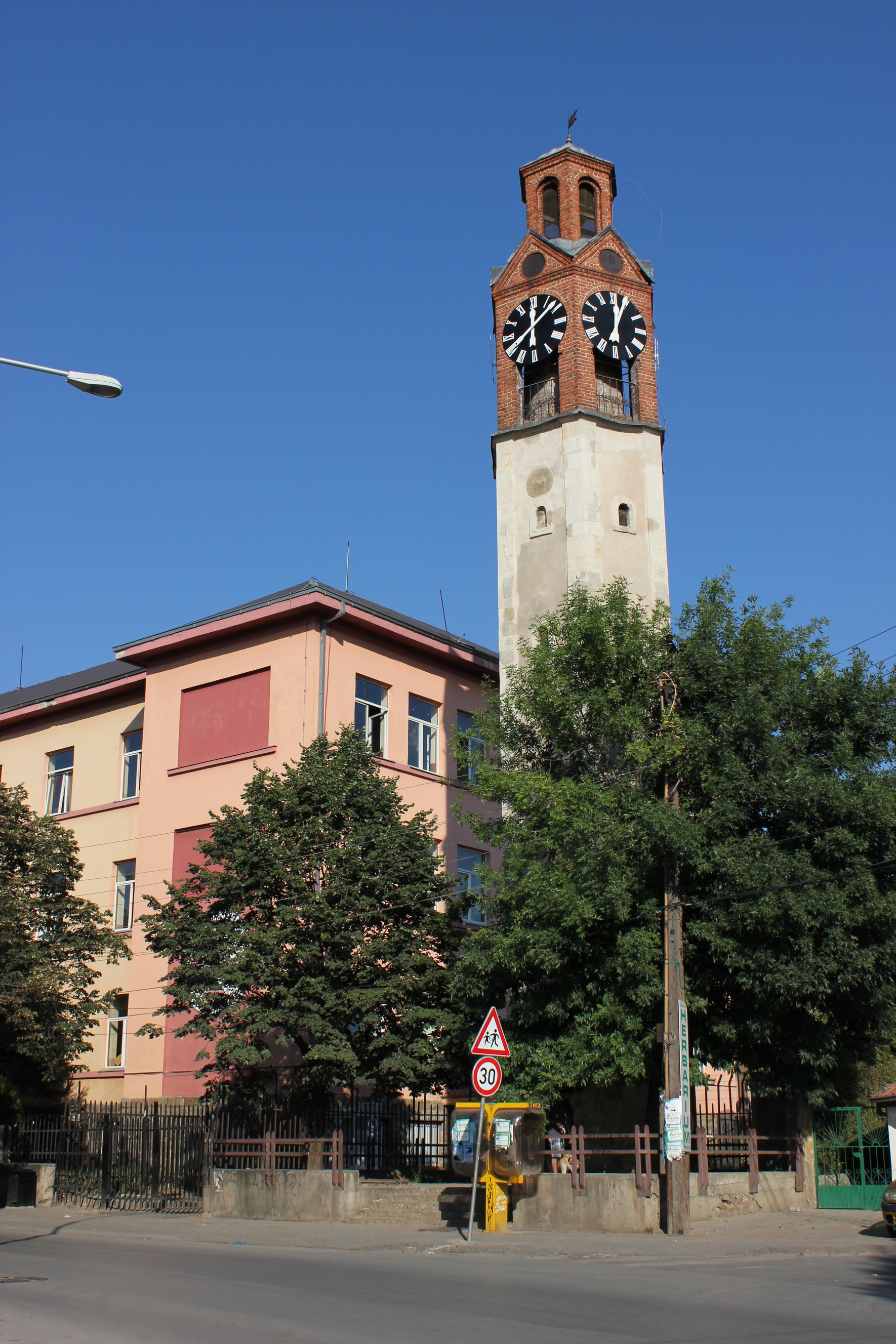
Der Uhrturm von Pristina

Der Uhrturm von Pristina (auch Sahat-Kula genannt; albanisch Kulla e Sahatit) ist ein kulturhistorisches Bauwerk und ein Relikt aus osmanischer Zeit in der kosovarischen Hauptstadt Pristina.
Der Uhrturm entstand im 19. Jahrhundert während der spätosmanischen Zeit im Auftrag des örtlichen Paschas Jashar Gjinolli. Der Turm ist 26 Meter hoch und hat einen sechseckigen Grundriss. Bis auf 16,5 Meter ist er aus Sandstein und oberhalb aus Backstein erbaut. Seit 1967 ist das Bauwerk als Monument geschützt.